# 石田友汀
石田 友汀（いしだ ゆうてい、宝暦6年（1756年 - 文化12年10月6日（1815年11月6日））は、日本の江戸時代中期から後期に活動した鶴澤派（狩野派の一派）の絵師。

## 略伝
京都出身。かつては石田家菩提寺・休務寺に残る過去帳から、石田幽汀の次男とされた。しかしその後の研究により、元は栢半兵衛という名前の幽汀門人で、社像などに彩色を家業とする町人の子だという。ところが寛政5年（1793年）、幽汀の跡を継いだ石田遊汀が30歳で早世すると急遽養子入りして跡を継ぎ、翌年正月絵師とならなかった幽汀長男・勘助から岩上通松浦町（現在の四条堀川交差点近く）の幽汀宅を譲られた。幽汀次男との誤認は、過去帳に養子入りの記載が欠けていたことによる。後に法橋となり禁裏御用絵師の1人として活躍、また他の町絵師とともに『東海道名所図会』などの名所図会などの版本挿絵も担当している。『平安人物志』文化10年（1813年）版では30番目に掲載され、不明門雪駄屋町（現在の京都市営地下鉄五条駅近く）在住とある。跡は養子の石田悠汀が継ぎ、栢家は石田悠汀門人という友篤が継いでいる。画風に先進性はないものの、画技自体は高く堅実な狩野派風を守っている。

## 作品
| 作品名           | 技法 | 形状・員数 | 寸法（縦x横cm） | 所有者                       | 年代                 | 落款 | 印章 | 備考 |
| ---------------- | ---- | ---------- | --------------- | ---------------------------- | -------------------- | ---- | ---- | ---- |
| 蘭亭曲水図       |      | 襖4面      |                 | 個人（大津市歴史博物館寄託） |                      |      |      |      |
| 雪中騎驢・泊船図 |      | 六曲一双   |                 | 個人（大津市歴史博物館寄託） |                      |      |      |      |
| 西胡図           |      | 六曲一双   |                 | 個人（大津市歴史博物館寄託） |                      |      |      |      |
| 黒馬図絵馬       |      | 絵馬1面    |                 | 天孫神社絵馬堂               | 1806年（文化3年9月） |      |      |      |
| 黒馬図           |      |            |                 | ホノルル美術館               |                      |      |      |      |